# Славянка (защитена местност)
Вижте пояснителната страница за други значения на Славянка.
Славянка е защитена местност в България. Разположена е в землището на селата Голешево, Нова Ловча и Парил, област Благоевград.
Разположена е на площ 701,3 ha. Обявена е на 18 юни 2007 г. От 22 февруари 1985 до 18 юни 2007 г. е буферна зона на резерват „Али ботуш“.
На територията на защитената местност се забраняват:
- изгаряне на тревната и храстовата растителност;
- изграждане на нови сгради, пътища и въжени линии;
- разкриване на кариери, добив на инертни материали, полезни изкопаеми и други дейности, с които се нарушава естествения облик на местността;
- използване на химически препарати за борба с вредителите или за торене на пасищата;
- ловуване.

Разрешава се:
- паша в земите от поземления фонд и поддържане на съществуващите заслони за нуждата на животновъдството и на черния път до високопланинските пасища;
- провеждане на предвидените в лесоустройствения проект на ДЛ-Гоце Делчев мероприятия в горските насаждения, с изключение на реконструкции и залесяване с неприсъщи за района видове и извеждането на санитарни сечи в насажденията ДЛ-Катунци;
- използване на обработваемите земи по предназначението им.[1]